# 里特納堡 (印第安納州)
里特納堡（英語：Fort Ritner）是位於美國印第安納州勞倫斯縣的一個非建制地區。